# Kanton Sedan-2
Kanton Sedan-2 (fr. Canton de Sedan-2) je francouzský kanton v departementu Ardensko v regionu Grand Est. Tvoří ho 7 obcí a část města Sedan. Zřízen byl v roce 2015.

## Obce kantonu
- La Chapelle
- Fleigneux
- Floing
- Givonne
- Glaire
- Illy
- Saint-Menges
- Sedan (část)